# Nikkotettix cuspidata
Nikkotettix cuspidata är en insektsart som beskrevs av Qin och Zhang 2003. Nikkotettix cuspidata ingår i släktet Nikkotettix och familjen dvärgstritar. Inga underarter finns listade i Catalogue of Life.